# 904 Rockefellia
A 904 Rockefellia (ideiglenes jelöléssel 1918 EO) a Naprendszer kisbolygóövében található aszteroida. Max Wolf fedezte fel 1918. október 29-én.